# Wippachthalbahn
Die Wippachthalbahn (slowenisch: Vipavska železnica) war ein im Jahr 1898 gegründetes und als Aktiengesellschaft gebildetes altösterreichisches Eisenbahnunternehmen. Das Unternehmen betrieb nur eine einzige Bahnstrecke, die Lokalbahn Görz–Haidenschaft. Die Strecke wurde ebenso wie das Unternehmen als Wippachthalbahn bzw. Wippachtalbahn bezeichnet.

## Geschichte

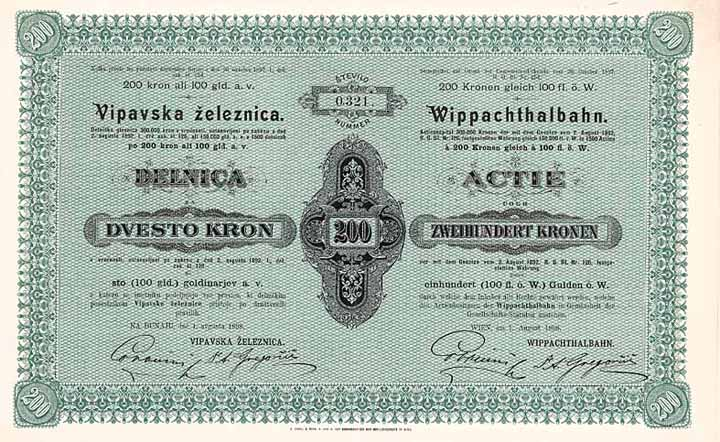
Aktie der Wippachthalbahn mit 200 Kronen Nominale. Beschriftet auf Slowenisch und Deutsch.

Die Konzession zum Bau einer Eisenbahnstrecke „als Hauptbahn zweiten Ranges“ wurde am 26. Oktober 1897 vom Österreichischen Eisenbahnministerium erteilt. Damit sollte die bereits an der Bahnstrecke Udine-Triest gelegene Stadt Görz mit der Kleinstadt Haidenschaft verbunden werden. Das Reichsgesetzblatt nennt
- Alfred Graf Coronini-Cronberg, Reichsratsabgeordneter
- Dr. Anton Gregorčič, Landeshauptmannstellvertreter
- Matheus Saunig, Bürgermeister in Biglia
- Philipp Terpin, Bürgermeister in Heiligenkreuz
- Angelo Casagrande, Gutsbesitzer in Haidenschaft

als Konzessionäre. Die Konzessionsfrist – „binnen längstens zwei Jahren“ – wurde von der Regierung im Jahr 1899 und dann neuerlich im Jahr 1901 erteilt.
Die Strecke wurde von der im Jahr 1898 gegründeten Aktiengesellschaft Wippachthalbahn mit Sitz in Wien gebaut. Die Wippachthalbahn AG führte den Betrieb nicht selbst, sondern übertrug ihn vorerst der Südbahngesellschaft. Diese betrieb bereits die benachbarte Strecke Cormons-Triest. Eine Verbindung beider wurde im Südbahnhof von Görz hergestellt.
Die Eröffnung fand im Jahr 1902 statt. Den Betrieb führten die k.k. Staatsbahnen (kkStB) auf Rechnung der Eigentümerin.
Der Abschnitt zwischen Görz und Prvačina wurde 1906 in die neue Hauptbahn von Assling nach Triest integriert. Die neue Strecke der kkStB war Teil des Projektes Neue Alpenbahnen von Böhmen zum österreichischen Haupthafen in Triest.
Im Folgejahr veröffentlichte das Amtsblatt des Eisenbahnministeriums, Verordnungs- und Anzeige-Blatt der k.k. General-Direction der österr. Staatsbahnen am 19. Oktober 1907, dass die k.k. Betriebsleitung Haidenschaft auf der Lokalbahn Görz-Haidenschaft (Wippachtalbahn) aufgelassen worden sei.
Am 1. Februar 1912 berichtete die Wiener Zeitung von einer Sitzung des Landtages von Görz und Gradisca, der die Behandlung diverser Bahnprojekte „dem eisenbahntechnischen Ausschusse zugewiesen“ hatte. Darunter war auch die politische Forderung der Verlängerung der Wippachtalbahn bis Adelsberg, dem heutigen Postojna, an der Hauptstrecke der Südbahngesellschaft zwischen Wien und Triest.
Mit dem Vertrag von Saint-Germain im Jahr 1919 lag die Strecke fortan auf italienischem Staatsgebiet. Betreiber waren nun die italienischen Staatsbahnen Ferrovie dello Stato (FS).
Am 8. Juli 1925 erwähnte die Kärntner Zeitung, dass der „Verwaltungsrat der Wippachtalbahn Görz-Haidenschaft“ in Udine eine Sitzung abgehalten hatte. In dieser sollte die Verstaatlichung besprochen werden. Weiters ersuchte der Verwaltungsrat das Bundeskanzleramt, „den Sitz der Direktion von Wien nach Friaul“ zu verlegen.
Am 16. Oktober 1925 berichtete die Wiener Zeitung von einer Sitzung des Verwaltungsrates. Neben einigen Funktionsänderungen wurde die „Verlegung des Sitzes der Gesellschaft von Wien nach Udine angemerkt“. Die letzte Erwähnung in österreichischen Zeitungen dürfte am 29. September 1929 gewesen sein. Damals erwähnte die Wiener Zeitung die Löschung des Unternehmens an der Wiener Börse „infolge Sitzverlegung nach Görz“.

## Fahrzeuge

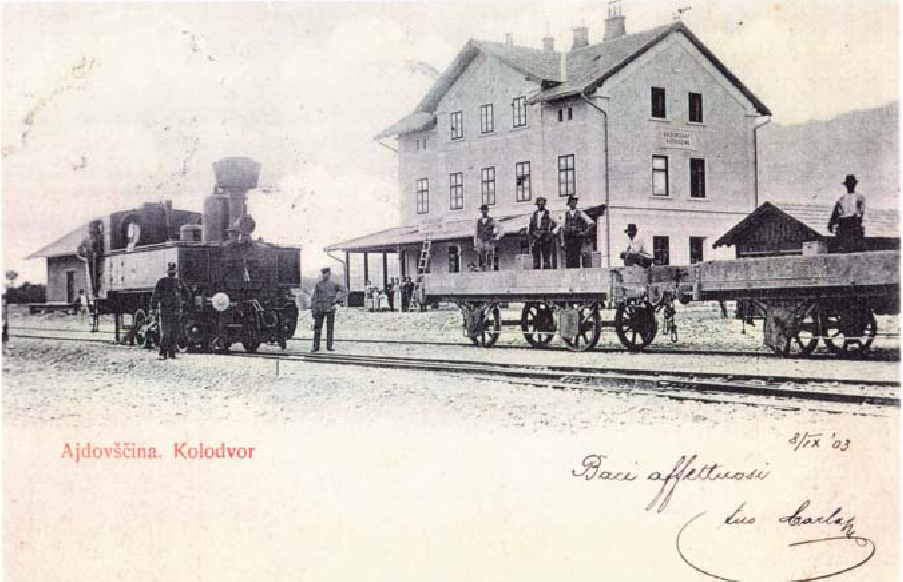
Postkarte aus Haidenschaft mit einer Lokomotive der Reihe 87, 1903

Die Wippachthalbahn beschaffte zwei Exemplare der kkStB-Reihe 97. Lieferant der Lokomotiven war die Erste Böhmisch-Mährische Lokomotivfabrik in Prag.

## Nachwirkung
Laut Geerkens sind Aktien der Wippachthalbahn im Handel für historische Wertpapiere kaum verfügbar. Aktien mit Nominale 200 Kronen waren im Jahr 2009 um etwa 180 EUR Startpreis ausgepreist, im Jahr 2012 mit 200 EUR Startpreis.